# Университет Французской Полинезии
Университет Французской Полинезии — французский университет на Таити, относится к академии заморских территорий Вице-ректорат. В 1987 году был основан как Французский тихоокеанский университет, который имел два кампуса (на Таити и в Новой Каледонии). В 1999 году новокаледонский кампус стал самостоятельным университетом, а основной стал Университетом Французской Полинезии. Кампус расположен в Папеэте в районе Утумаоро.